# Praunus neglectus
Praunus neglectus är en kräftdjursart som först beskrevs av Georg Ossian Sars 1869.  Praunus neglectus ingår i släktet Praunus och familjen Mysidae. Arten är reproducerande i Sverige. Inga underarter finns listade i Catalogue of Life.